# كريستين كاي
كريستين كاي (بالإنجليزية: Christine Kay) هي صحفية أمريكية، ولدت في 16 ديسمبر 1964، وتوفيت في 5 فبراير 2019 بسبب سرطان الثدي.